# Lynn Williams
Lynn Williams Biyendolo (Fresno, California, Estados Unidos; 21 de mayo de 1993) es una futbolista estadounidense. Juega como delantera y su equipo actual es el NJ/NY Gotham FC de la National Women's Soccer League de Estados Unidos.

## Clubes
| Club                                | País           | Año             |
| ----------------------------------- | -------------- | --------------- |
| Western New York Flash              | Estados Unidos | 2015 - 2017     |
| North Carolina Courage              | Estados Unidos | 2017 - 2019     |
| Western Sydney Wanderers (préstamo) | Australia      | 2019 - 2020     |
| Melbourne Victory (préstamo)        | Australia      | 2021 - 2022     |
| Kansas City Current                 | Estados Unidos | 2022            |
| NJ/NY Gotham FC                     | Estados Unidos | 2023 - presente |

## Palmarés

### Campeonatos nacionales
| Título                         | Club                   | País           | Año  |
| ------------------------------ | ---------------------- | -------------- | ---- |
| National Women's Soccer League | Western New York Flash | Estados Unidos | 2016 |
| National Women's Soccer League | North Carolina Courage | Estados Unidos | 2018 |
| National Women's Soccer League | North Carolina Courage | Estados Unidos | 2019 |

### Campeonatos internacionales
| Título                  | Equipo         | Sede           | Año  |
| ----------------------- | -------------- | -------------- | ---- |
| Juegos Olímpicos        | Estados Unidos | Tokio          | 2020 |
| Preolímpico de Concacaf | Estados Unidos | Estados Unidos | 2020 |

(*) Incluyendo la Selección

### Distinciones individuales
| Distinción     | Evento                         | Año  |
| -------------- | ------------------------------ | ---- |
| Botín de Oro   | National Women's Soccer League | 2016 |
| Mejor Jugadora | National Women's Soccer League | 2016 |
| Mejor Once     | National Women's Soccer League | 2016 |
| Mejor Once     | NWSL Challenge Cup 2020        | 2020 |